# 小巨股長蝽
小巨股長蝽（学名：Macropes harringtonae）为長蝽科巨股長蝽屬下的一个种。